# Murça (Vila Nova de Foz Coa)
Murça é uma povoação portuguesa do Município de Vila Nova de Foz Côa que foi sede da extinta Freguesia de Murça, freguesia que tinha 8,48 km² de área e 107 habitantes (2011), e, por isso, uma densidade populacional de 12,6 hab/km².
A Freguesia de Murça foi extinta pela reorganização administrativa de 2012/2013, sendo o seu território integrado na freguesia de Freixo de Numão.

## População
| População da Freguesia de Murça | População da Freguesia de Murça | População da Freguesia de Murça | População da Freguesia de Murça | População da Freguesia de Murça | População da Freguesia de Murça | População da Freguesia de Murça | População da Freguesia de Murça | População da Freguesia de Murça | População da Freguesia de Murça | População da Freguesia de Murça | População da Freguesia de Murça | População da Freguesia de Murça | População da Freguesia de Murça | População da Freguesia de Murça |
| ------------------------------- | ------------------------------- | ------------------------------- | ------------------------------- | ------------------------------- | ------------------------------- | ------------------------------- | ------------------------------- | ------------------------------- | ------------------------------- | ------------------------------- | ------------------------------- | ------------------------------- | ------------------------------- | ------------------------------- |
| 1864                            | 1878                            | 1890                            | 1900                            | 1911                            | 1920                            | 1930                            | 1940                            | 1950                            | 1960                            | 1970                            | 1981                            | 1991                            | 2001                            | 2011                            |
| 222                             | 241                             | 286                             | 263                             | 319                             | 320                             | 310                             | 358                             | 398                             | 353                             | 220                             | 225                             | 150                             | 135                             | 107                             |

Por idades em 2001 e 2021
| 0-14 anos | 15-24 anos | 25-64 anos | 65 e + anos |
| 9 \| 6    | 10 \| 2    | 76 \| 38   | 40 \| 61    |